# Elizabeth Manley
Elizabeth Manley, född 7 augusti 1965 i Belleville, är en kanadensisk före detta konståkare.
Manley blev olympisk silvermedaljör i konståkning vid vinterspelen 1988 i Calgary.